# Tomasz Szoplik
Tomasz Jan Szoplik (ur. 27 czerwca 1946) – polski fizyk optyk, profesor na Wydziale Fizyki Uniwersytetu Warszawskiego. 
Jego specjalnością naukową jest optyka falowa, w szczególności holografia, rozpoznawanie obrazów, morfologiczne przetwarzanie obrazów, wizualizacja zmian fazy rzeczywistym filtrem Fouriera pochodnej połówkowej oraz fotonika i plazmonika. 
W 1970 roku ukończył studia na Wydziale Fizyki Uniwersytetu Warszawskiego. W latach 1970-1974 pracował z Instytucie Fizyki Politechniki Warszawskiej, od 1974 pracuje na Wydziale Fizyki Uniwersytetu Warszawskiego[2]. 
Pracę doktorską Odtwarzanie kaskady amplitudowych hologramów Fouriera obronił w 1979 (promotorem był Bohdan Karczewski a po jego śmierci dziekan Wydziału Fizyki UW Jerzy Pniewski). Od stycznia 1984 do maja 1986 odbył staż podoktorski w Laboratorium Badań Optycznych i Laserowych (LROL) na Uniwersytecie Lavala w Quebec w Kanadzie.
W 1987 habilitował się na podstawie pracy Niesymetryczne przekształcenie Fouriera i jego zastosowania w optyce. W 1998 uzyskał tytuł profesora nauk fizycznych.
W latach 1975-1980 wraz z Katarzyną Chałasińską-Macukow zbudował pracownię optyczną, która od 1980 r. przeszła do Instytutu Geofizyki UW. Od 1991 do 2000 roku był kierownikiem Pracowni Przetwarzania Informacji. W latach 1995-2002 pełnił funkcję zastępcy dyrektora a w latach 2002-2005 dyrektora Instytutu Geofizyki Uniwersytetu Warszawskiego.
W latach 1987-2018 wykładał na Wydziale Fizyki UW, Wydziale Fizyki Uniwersytetu w Walencji (Hiszpania) i Wydziale Nauk Przyrodniczych Uniwersytetu Jaime I w Castellon de la Plana (Hiszpania). W swojej karierze wypromował 23 magistrów i 8 doktorów.
Od 1986 roku jest członkiem (od roku 2006 – w stopniu Fellow) SPIE - Międzynarodowego Towarzystwa Inżynierii Optycznej (The International Society for Optical Engineering).
W kadencjach 2008-2011 i 2011-2014 był wiceprezydentem Międzynarodowej Komisji Optyki of (the International Commission for Optics).
W latach 2010-2020 zbudował Laboratorium Nanostruktur Fotonicznych i Plazmonicznych.
Był kierownikiem lub wykonawcą wielu grantów naukowych finansowanych przez NCBiR, NCN oraz UE (w programach ramowych 5., 6. i 7.).